# Algerijnse frank

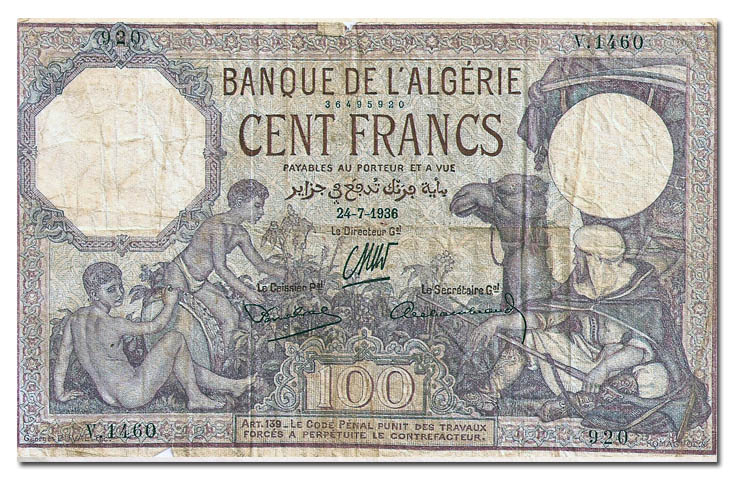
Bankbiljet van 100 Algerijnse frank (1936)

De Algerijnse frank was de munteenheid van Algerije tussen 1848 en 1964. Het was onderverdeeld in 100 centimes.

## Geschiedenis
De frank verving de budju toen Frankrijk het land bezette. Het was gelijk aan de Franse frank en werd in 1960 geherwaardeerd tegen een koers van 100 oude frank = 1 nieuwe frank om de gelijkwaardigheid te behouden. De nieuwe frank werd in 1964 a pari vervangen door de Algerijnse dinar na de onafhankelijkheid van Algerije in 1962.

## Munten
Met uitzondering van de munten van 20, 50 en 100 frank uitgegeven tussen 1949 en 1956, gebruikte Algerije dezelfde munten als Europees Frankrijk.

## Bankbiljetten
De Banque de l'Algérie introduceerde haar eerste biljetten in 1861. In 1873 werden coupures van 5, 10, 50, 100, 500 en 1.000 frank geïntroduceerd, hoewel het biljet van 10 frank pas in 1871 werd uitgegeven. In 1944 werden biljetten uitgegeven in de naam van de Région économique d'Algérie in coupures van 50 centimes en 1 en 2 francs. De Bank of Algeria introduceerde in respectievelijk 1945 en 1946 bankbiljetten ter waarde van 10.000 frank en 5.000 frank. In 1949 begon de Banque de l'Algérie et de la Tunisie met de uitgifte van bankbiljetten, met coupures van 500, 1.000, 5.000 en 10.000 frank. De bankbiljetten werden in 1960 overdrukt met coupures van 5, 10, 50 en 100 nieuwe franken. De Bank of Algerije hervatte de productie van bankbiljetten met de introductie van de nieuwe frank en produceerde een laatste reeks bankbiljetten voor 5, 10, 50 en 100 nieuwe franken tot 1961.